# World Games 2017/Teilnehmer (Dänemark)
| Gelbes Symbol für Goldmedaillen mit stilisierten Olympischen Ringen | Graues Symbol für Silbermedaillen mit stilisierten Olympischen Ringen | Braundes Symbol für Bronzemedaillen mit stilisierten Olympischen Ringen |
| ------------------------------------------------------------------- | --------------------------------------------------------------------- | ----------------------------------------------------------------------- |
| 6                                                                   | —                                                                     | —                                                                       |

Dänemark nahm an den World Games 2017 in Breslau teil. Die dänische Delegation bestand aus 30 Athleten.

## Medaillengewinner

### Gold
| Name                                                                  | Sportart          | Wettkampf           |
| --------------------------------------------------------------------- | ----------------- | ------------------- |
| Stephan Hansen                                                        | Bogenschießen     | Compoundbogen       |
| Stephan Hansen Sarah Sønnichsen                                       | Bogenschießen     | Compoundbogen Mixed |
| Rebekka Dahl                                                          | Jiu Jitsu         | 55 kg Fighting      |
| Mikkel Brix Willard                                                   | Jiu Jitsu         | 85 kg Fighting      |
| Maja Alm                                                              | Orientierungslauf | Sprint              |
| Cecilie Friberg Klysner Andreas Hougaard Boesen Søren Bobach Maja Alm | Orientierungslauf | Mixed-Staffel       |

## Teilnehmer nach Sportarten

### Boules
| Athleten                            | Wettbewerb      | Vorrunde                                 | Vorrunde      | Halbfinale    | Halbfinale    | Finale        | Finale        | Rang          |
| Athleten                            | Wettbewerb      | Gegner                                   | Ergebnis      | Gegner        | Ergebnis      | Gegner        | Ergebnis      | Rang          |
| ----------------------------------- | --------------- | ---------------------------------------- | ------------- | ------------- | ------------- | ------------- | ------------- | ------------- |
| Männer                              |                 |                                          |               |               |               |               |               |               |
| Morten Junge Olsen Anders Erlandsen | Péntaque Doppel | Thanakorn Sangkaew / Sarawut Sriboonpeng | 5:13          | ausgeschieden | ausgeschieden | ausgeschieden | ausgeschieden | ausgeschieden |
| Morten Junge Olsen Anders Erlandsen | Péntaque Doppel | Manuel Romero / Enrique Catalan          | 6:11          | ausgeschieden | ausgeschieden | ausgeschieden | ausgeschieden | ausgeschieden |
| Athleten                            | Wettbewerb      | Qualifikation                            | Qualifikation | Halbfinale    | Halbfinale    | Finale        | Finale        | Rang          |
| Athleten                            | Wettbewerb      | Punkte                                   | Rang          | Gegner        | Ergebnis      | Gegner        | Ergebnis      | Rang          |
| Männer                              |                 |                                          |               |               |               |               |               |               |
| Morten Junge Olsen                  | Péntaque Einzel | 77                                       | 6             | ausgeschieden | ausgeschieden | ausgeschieden | ausgeschieden | ausgeschieden |

### Bowling
| Athleten                     | Wettbewerb | Qualifikation | Qualifikation | Vorrunde                                  | Vorrunde | Vorrunde                         | Vorrunde | Vorrunde                       | Vorrunde | Achtelfinale   | Achtelfinale  | Viertelfinale                     | Viertelfinale | Halbfinale    | Halbfinale    | Finale        | Finale        | Rang          |
| Athleten                     | Wettbewerb | Punkte        | Rang          | Gegner                                    | Ergebnis | Gegner                           | Ergebnis | Gegner                         | Ergebnis | Gegner         | Ergebnis      | Gegner                            | Ergebnis      | Gegner        | Ergebnis      | Gegner        | Ergebnis      | Rang          |
| ---------------------------- | ---------- | ------------- | ------------- | ----------------------------------------- | -------- | -------------------------------- | -------- | ------------------------------ | -------- | -------------- | ------------- | --------------------------------- | ------------- | ------------- | ------------- | ------------- | ------------- | ------------- |
| Frauen                       |            |               |               |                                           |          |                                  |          |                                |          |                |               |                                   |               |               |               |               |               |               |
| Rikke Agerbo                 | Einzel     | 1228          | 24            | –                                         | –        | –                                | –        | –                              | –        | ausgeschieden  | ausgeschieden | ausgeschieden                     | ausgeschieden | ausgeschieden | ausgeschieden | ausgeschieden | ausgeschieden | ausgeschieden |
| Britt Brøndsted              | Einzel     | 1233          | 23            | –                                         | –        | –                                | –        | –                              | –        | ausgeschieden  | ausgeschieden | ausgeschieden                     | ausgeschieden | ausgeschieden | ausgeschieden | ausgeschieden | ausgeschieden | ausgeschieden |
| Rikke Agerbo Britt Brøndsted | Doppel     | –             | –             | Eliisa Hiltunen / Sanna Pasanen           | 905:908  | Mirai Ishimoto / Hikaru Takekawa | 772:885  | Kelly Kulick / Danielle McEwan | 870:936  | ausgeschieden  | ausgeschieden | ausgeschieden                     | ausgeschieden | ausgeschieden | ausgeschieden | ausgeschieden | ausgeschieden | ausgeschieden |
| Männer                       |            |               |               |                                           |          |                                  |          |                                |          |                |               |                                   |               |               |               |               |               |               |
| Jesper Agerbo                | Einzel     | 1251          | 26            | –                                         | –        | –                                | –        | –                              | –        | ausgeschieden  | ausgeschieden | ausgeschieden                     | ausgeschieden | ausgeschieden | ausgeschieden | ausgeschieden | ausgeschieden | ausgeschieden |
| Thomas Larsen                | Einzel     | 1420          | 1             | –                                         | –        | –                                | –        | –                              | –        | Juhani Tonteri | 2:1           | Salvatore Polizzotto              | 1:2           | ausgeschieden | ausgeschieden | ausgeschieden | ausgeschieden | ausgeschieden |
| Jesper Agerbo Thomas Larsen  | Doppel     | –             | –             | Salvatore Polizzotto / Massimiliano Celli | 1062:869 | Qi En Kuek / Marcus Kiew         | 918:1015 | Yuhi Shimbata / Shogo Wada     | 853:778  | –              | –             | Ricardo Lecuona / Arturo Quintero | 845:864       | ausgeschieden | ausgeschieden | ausgeschieden | ausgeschieden | ausgeschieden |

### Feldbogenschießen
| Athleten                        | Wettbewerb          | Qualifikation | Qualifikation | Sechzehntelfinale | Sechzehntelfinale | Achtelfinale     | Achtelfinale | Viertelfinale                      | Viertelfinale | Halbfinale                | Halbfinale    | Finale                                 | Finale        | Rang          |
| Athleten                        | Wettbewerb          | Ringe         | Rang          | Gegner            | Ergebnis          | Gegner           | Ergebnis     | Gegner                             | Ergebnis      | Gegner                    | Ergebnis      | Gegner                                 | Ergebnis      | Rang          |
| ------------------------------- | ------------------- | ------------- | ------------- | ----------------- | ----------------- | ---------------- | ------------ | ---------------------------------- | ------------- | ------------------------- | ------------- | -------------------------------------- | ------------- | ------------- |
| Frauen                          |                     |               |               |                   |                   |                  |              |                                    |               |                           |               |                                        |               |               |
| Sarah Sønnichsen                | Compoundbogen       | 704           | 2             | –                 | –                 | Christie Colin   | 144:145      | ausgeschieden                      | ausgeschieden | ausgeschieden             | ausgeschieden | ausgeschieden                          | ausgeschieden | ausgeschieden |
| Männer                          |                     |               |               |                   |                   |                  |              |                                    |               |                           |               |                                        |               |               |
| Martin Damsbo                   | Compoundbogen       | 699           | 20            | Pat Coghlan       | 144:142           | Kris Schaff      | 145:145      | Peter Elzinga                      | 144:148       | ausgeschieden             | ausgeschieden | ausgeschieden                          | ausgeschieden | ausgeschieden |
| Stephan Hansen                  | Compoundbogen       | 704           | 1             | –                 | –                 | Alberto Blázquez | 149:147      | Reo Wilde                          | 150:148       | Peter Elzinga             | 146:141       | Esmaeil Ebadi                          | 146:142       | Gold          |
| Mixed                           |                     |               |               |                   |                   |                  |              |                                    |               |                           |               |                                        |               |               |
| Stephan Hansen Sarah Sønnichsen | Compound Mannschaft | –             | –             | –                 | –                 | –                | –            | Łukasz Przybylski / Mariya Shkolna | 157:151       | Kris Schaff / Cassidy Cox | 153:147       | Rodolfo González / Linda Ocha-Anderson | 156:155       | Gold          |

### Jiu Jitsu
| Athleten             | Wettbewerb     | Vorrunde          | Vorrunde | Vorrunde                      | Vorrunde | Halbfinale           | Halbfinale    | Finale / Platz 3 | Finale / Platz 3 | Rang          |
| Athleten             | Wettbewerb     | Gegner            | Ergebnis | Gegner                        | Ergebnis | Gegner               | Ergebnis      | Gegner           | Ergebnis         | Rang          |
| -------------------- | -------------- | ----------------- | -------- | ----------------------------- | -------- | -------------------- | ------------- | ---------------- | ---------------- | ------------- |
| Frauen               |                |                   |          |                               |          |                      |               |                  |                  |               |
| Rebekka Dahl         | 55 kg Fighting | Laure Beauchet    | 7:6      | Panagiota Latsinou            | 50:0     | Jessica Scricciolo   | 5:2           | Laure Beauchet   | 9:5              | Gold          |
| Liva Tanzer          | 70 kg Fighting | Aafke van Leeuwen | 3:6      | Theresa Attenberger           | 3:11     | ausgeschieden        | ausgeschieden | ausgeschieden    | ausgeschieden    | ausgeschieden |
| Männer               |                |                   |          |                               |          |                      |               |                  |                  |               |
| Mikkel Brix Willard  | 85 kg Fighting | Ivan Nastenko     | 7:5      | Junior David Cabezas Quinones | 15:7     | William Seth Wenzel  | 50:0          | Denis Belov      | 50:0             | Gold          |
| Mathias Brix Willard | 94 kg Fighting | Benjamin Lah      | 12:12    | Melvin Schol                  | 14:11    | Mohsen Hamid Aghchay | 8:9           | Benjamin Lah     | 0:10             | 4             |

### Karate
| Athleten         | Wettbewerb   | Vorrunde    | Vorrunde | Vorrunde      | Vorrunde | Vorrunde       | Vorrunde | Halbfinale      | Halbfinale | Finale / Platz 3 | Finale / Platz 3 | Rang |
| Athleten         | Wettbewerb   | Gegner      | Ergebnis | Gegner        | Ergebnis | Gegner         | Ergebnis | Gegner          | Ergebnis   | Gegner           | Ergebnis         | Rang |
| ---------------- | ------------ | ----------- | -------- | ------------- | -------- | -------------- | -------- | --------------- | ---------- | ---------------- | ---------------- | ---- |
| Frauen           |              |             |          |               |          |                |          |                 |            |                  |                  |      |
| Katrine Pedersen | Kumite 68 kg | Kayo Someya | 0:1      | Elena Quirici | 3:1      | Marina Rakovic | 2:2      | Alisa Buchinger | 0:4        | Kayo Someya      | 0:3              | 4    |

### Luftsport
| Athleten        | Wettbewerb | Runde 1 | Runde 2 | Runde 3 | Runde 4 | Runde 5 | Runde 6 | Runde 7 | Runde 8 | Runde 9 | Runde 10 | Runde 11 | Runde 12 | Gesamt  | Rang |
| --------------- | ---------- | ------- | ------- | ------- | ------- | ------- | ------- | ------- | ------- | ------- | -------- | -------- | -------- | ------- | ---- |
| Mixed           |            |         |         |         |         |         |         |         |         |         |          |          |          |         |      |
| Christian Weber | Swooping   | 31      | 30      | 21      | 20      | 1       | 1       | 4       | 24      | 13      | 19       | 15       | 35       | 229.000 | 20   |

### Orientierungslauf
| Athleten                                                              | Wettbewerb    | Zeit             | Rang             |
| --------------------------------------------------------------------- | ------------- | ---------------- | ---------------- |
| Frauen                                                                |               |                  |                  |
| Maja Alm                                                              | Sprint        | 13:59,50 min     | Gold             |
| Cecilie Friberg Klysner                                               | Sprint        | 14:54,70 min     | 9                |
| Maja Alm                                                              | Mittelstrecke | nicht angetreten | nicht angetreten |
| Cecilie Friberg Klysner                                               | Mittelstrecke | 36:25,00 min     | 4                |
| Männer                                                                |               |                  |                  |
| Søren Bobach                                                          | Sprint        | 15:11,30 min     | 6                |
| Andreas Hougaard Boesen                                               | Sprint        | 15:33,70 min     | 13               |
| Søren Bobach                                                          | Mittelstrecke | 36:30,00 min     | 9                |
| Andreas Hougaard Boesen                                               | Mittelstrecke | 37,26,00 min     | 13               |
| Mixed                                                                 |               |                  |                  |
| Cecilie Friberg Klysner Andreas Hougaard Boesen Søren Bobach Maja Alm | Staffel       | 1:02:57 h        | Gold             |

### Speedway
| Athleten                                             | Vorrunde                          | Vorrunde | Vorrunde                     | Vorrunde | Vorrunde                           | Vorrunde | Vorrunde                         | Vorrunde | Vorrunde                 | Vorrunde | Vorrunde               | Vorrunde | Vorrunde      | Vorrunde | Race Off      | Race Off      | Finale        | Finale        | Rang |
| Athleten                                             | Gegner                            | Punkte   | Gegner                       | Punkte   | Gegner                             | Punkte   | Gegner                           | Punkte   | Gegner                   | Punkte   | Gegner                 | Punkte   | Punkte gesamt | Rang     | Gegner        | Punkte        | Gegner        | Punkte        | Rang |
| ---------------------------------------------------- | --------------------------------- | -------- | ---------------------------- | -------- | ---------------------------------- | -------- | -------------------------------- | -------- | ------------------------ | -------- | ---------------------- | -------- | ------------- | -------- | ------------- | ------------- | ------------- | ------------- | ---- |
| Männer                                               |                                   |          |                              |          |                                    |          |                                  |          |                          |          |                        |          |               |          |               |               |               |               |      |
| Kenneth Bjerre Niels Kristian Iversen Michael Jensen | Antonio Lindback Fredrik Lindgren | 3        | Steve Worrall Robert Lambert | 3        | Emil Saytfudinov Andrei Kudriashov | 4        | Bartosz Zmarzlik Maciej Janowski | 1        | Kai Huckenbeck Erik Riss | 3        | Jason Doyle Max Fricke | 1        | 15            | 6        | ausgeschieden | ausgeschieden | ausgeschieden | ausgeschieden | 6    |

### Tanzen

#### Latein Tänze
| Athleten                            | 1. Runde | 1. Runde    | 1. Runde | 1. Runde   | 1. Runde | Halbfinale | Halbfinale  | Halbfinale | Halbfinale | Halbfinale | Finale        | Finale        | Finale        | Finale        | Finale        | Rang |
| Athleten                            | Samba    | Cha Cha Cha | Rumba    | Paso Doble | Jive     | Samba      | Cha Cha Cha | Rumba      | Paso Doble | Jive       | Samba         | Cha Cha Cha   | Rumba         | Paso Doble    | Jive          | Rang |
| ----------------------------------- | -------- | ----------- | -------- | ---------- | -------- | ---------- | ----------- | ---------- | ---------- | ---------- | ------------- | ------------- | ------------- | ------------- | ------------- | ---- |
| Paar                                |          |             |          |            |          |            |             |            |            |            |               |               |               |               |               |      |
| Sandra Sørensen Malthe Brinch Rohde | 11       | 8           | 8        | 7          | 9        | 11         | 8           | 8          | 8          | 2          | ausgeschieden | ausgeschieden | ausgeschieden | ausgeschieden | ausgeschieden | 7    |

### Trampolinturnen
| Frauen                     |                      |        |    |               |               |               |
| Sara Ørskov                | Tumbling             | 61.400 | 9  | ausgeschieden | ausgeschieden | ausgeschieden |
| Männer                     |                      |        |    |               |               |               |
| Lucas Cheung Benjamin Kjær | Synchronspringen     | 58.100 | 7  | 47.650        | 6             | 6             |
| Anders Wesch               | Tumbling             | 72.800 | 3  | 67.000        | 6             | 6             |
| Mikkel Jørgensen           | Doppelmini-Trampolin | 23.300 | 10 | ausgeschieden | ausgeschieden | ausgeschieden |